# Snorri Sturluson
Snorri Sturluson (Hvammur, 1179 - Reykholt, 23 september 1241) was een IJslandse skald, dichter, geschiedschrijver en politicus.
Snorri wordt beschouwd als degene dankzij wie we nu zoveel weten over de Noordse (en latere Germaanse) mythologie. Snorri's Proza-Edda (ca. 1220 - 1230), ook wel bekend als de yngre Edda (letterlijk: jongere Edda), was een leer- of handboek over (het schrijven van) gedichten, maar bevatte ook veel mythologische verhalen. Hij was tevens de auteur van de Heimskringla dat over de historie van de Noorse koningen verhaalt. Ook schrijven sommigen hem het auteurschap van een van de grootste IJslandse saga's toe: die van Egill Skallagrímsson.

## Leven

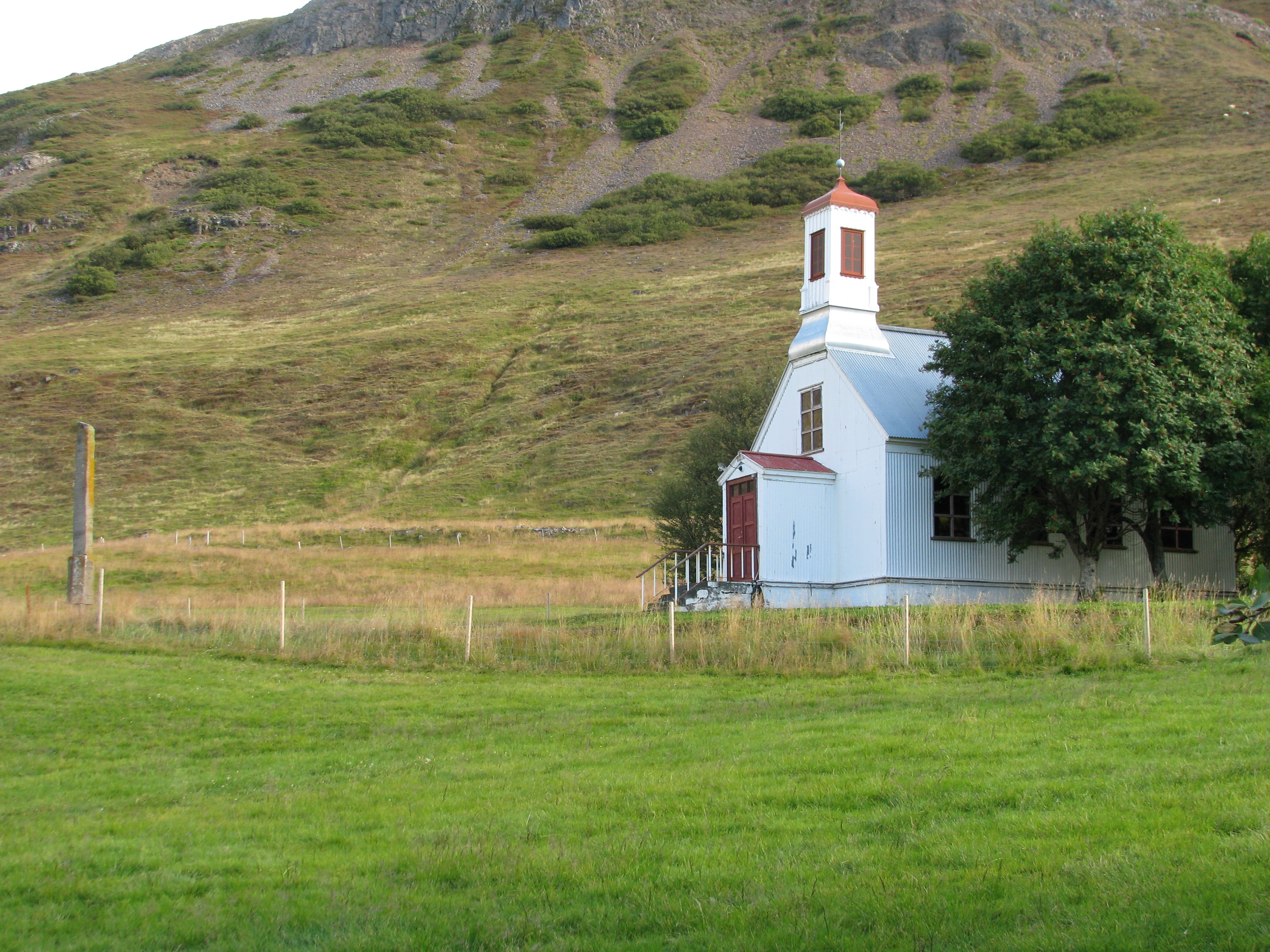
Kerkje bij Hvammur en de gedenksteen van basalt.

### Vroege biografie
Snorri Sturluson werd geboren in 1179 in de welvarende en invloedrijke Sturlungar-familie in de tijd van het IJslands Gemenebest. Hij was de jongste zoon van Sturla Þórðarson van Hvammur en Guðný Böðvarsdóttir. Zijn broers heetten Þórður Sturluson (de oudste) en Sighvatur Sturluson en daarnaast had Snorri nog een aantal halfbroers en -zussen. Hvammur was in die dagen een erg belangrijke plaats die ten tijde van de kolonisatie van IJsland door Unnr inn djúpúðga (Unn de Bedachtzame, zie ook de Laxdæla saga en de Eyrbyggja saga) werd gesticht. Op Hvammur hebben meerdere belangrijke IJslanders gewoond en Snorri's vader werd ook wel Hvamm-Sturla genoemd. Nu staat daar een uit basalt opgetrokken monument ter nagedachtenis aan Snorri. Snorri vertrok op driejarige leeftijd naar Jón Loftsson, de kleinzoon van Sæmundur Sigfússon die in Oddi een belangrijk kenniscentrum gesticht had, en Snorri bezocht nu deze school. Hij bleef er zestien jaar en zou nooit meer naar het huis van zijn ouders terugkeren. Het was ongebruikelijk onder de IJslanders dat Snorri niet door zijn eigen vader werd opgevoed, maar door een man met een hogere sociale status. Jón Loftsson was de machtigste leider van IJsland, die aanbood Snorri op te voeden om een ruzie bij te leggen. Snorri's vader zag het als een teken van respect.
Snorri's vader stierf in 1183 en zijn moeder verspilde als beheerder zijn aandeel van de erfenis. Jón Loftsson stierf in 1197. Jóns zoon Sæmunder en Snorri's broer Þórður arrangeerden vervolgens in 1199 een huwelijk tussen Snorri en Herdís, de oudste dochter van Bersi Vermundarson. Snorri erfde van haar vader het landgoed Borg bij Borgarfjörður, ooit de plaats waar Egill Skallagrímsson woonde, en werd daar stamhoofd. Al snel verwierf hij meer eigendommen en stamhoofdschappen. Zijn huwelijk maakte van hem een rijk man. Snorri en Herdís waren vier jaar samen in Borg en ze kregen een paar kinderen. Het huwelijk strandde door Snorri's buitenechtelijke relaties en sinds 1206 woonde hij als bestuurder in  Reykholt, een plaatsje in een brede groene vallei in centraal-west IJsland. Hij voerde belangrijke verbeteringen aan het landgoed door. Restanten van zijn boerderij en van zijn buitenbad (Snorralaug of Snorri's warme bron) zijn nu nog zichtbaar. Tijdens de eerste jaren in Reykholt verwekte hij bij verschillende vrouwen meerdere kinderen: Gudrun, Oddny en Thuridur.

### Staatsleven
Snorri werd al snel bekend als een dichter, maar was ook een succesvol advocaat. In 1215 werd hij wetspreker van het Alding, een respectabele positie bij het enige openbare kantoor van het IJslands Gemenebest. In de zomer van 1218 trad hij af als wetspreker en reisde op koninklijke uitnodiging naar Noorwegen. Daar werd hij een vertrouweling van de tienerkoning Håkon Hákonarson en zijn co-regent, Jarl Skúle. Hij bracht de winter door als huisgast van de jarl. Ze overlaadden hem met geschenken, met inbegrip van een zeilschip. In ruil daarvoor schreef hij gedichten over hen. In de zomer van 1219 ontmoette hij in Skara de Zweedse wetspreker Eskil Magnusson en zijn vrouw Kristina Nilsdotter Blake. Ze hadden beiden een betrekking bij het koninklijk huis en gaven Snorri waarschijnlijk een inzicht in de Noorse en Zweedse geschiedenis.
Snorri was vooral geïnteresseerd in geschiedenis en cultuur. De Noorse regenten beïnvloedden Snorri, maakte hem een skutilsvein, een seniortitel die ongeveer gelijkstond aan ridder, en aanvaardden zijn eed van trouw. De koning wilde zijn rijk uitbreiden naar IJsland, wat hij kon realiseren door een resolutie van het Alding waarvan Snorri een belangrijk lid was geweest.
In 1220 keerde Snorri terug naar IJsland en in 1222 werd hij gedurende de volgende tien jaar wetspreker van het Alding. De reden van zijn benoeming was enkel zijn beroemdheid als dichter. Politiek gezien was hij woordvoerder van de koning, een voorstander van een verbond met Noorwegen, waarmee hij vijanden verwierf onder de IJslandse stamhoofden.
In 1224 nam hij zijn intrek bij de veel jongere Hallveig Ormsdóttir, een kleindochter van Jón Loftsson. Zij was een weduwe die toen de rijkste vrouw van IJsland was, en ze kregen een relatie die de rest van zijn leven duurde. Hoewel ze dol op elkaar waren hadden ze samen geen kinderen. Zij concentreerden zich op opvoeding van de kinderen die zij beiden met hun andere partners gekregen hadden. Vijf van Snorri's kinderen bereikten de volwassen leeftijd.

### Mislukking in IJsland
Veel van de andere stamhoofden vonden Snorri's positie als wetspreker in strijd met hun belangen, met name de andere Sturlungar.
Snorri raakte betrokken bij hun onsuccesvolle opstand tegen koning Haakon IV van Noorwegen en werd wegens zijn loyaliteit in zijn buitenbad vermoord. Een standbeeld van Snorri werd in 1947 in Reykholt opgericht.
De correcte schrijfwijze van de naam is Snorri Sturluson. "Snorre Sturlason" is de moderne Noorse spelling, en ook "Sturlusson" is incorrect. Aangezien Sturluson een patroniem is en geen echte achternaam moet naar Snorri Sturluson altijd verwezen worden als "Snorri Sturluson" of "Snorri" en nooit als alleen "Sturluson" (zie ook IJslandse namen).